# Ноа Перссон
Ноа Карл Андерс Перссон (швед. Noah Karl Anders Persson, нар. 16 липня 2003, Карлсгамн, Швеція) — шведський футболіст, захисник швейцарського клубу «Янг Бойз» та національної збірної Швеції.

## Ігрова кар'єра

### Клубна
Ноа Перссон є вихованцем клубу «М'єльбю», у складі якого він дебютував на професійному рівні у серпні 2021 року. Тоді ж футболіст підписав з клубом перший професійний контракт.
У зимове трансферне вікно 2023 року Перссон перейшов до швейцарського «Янг Бойз». Сума контракта не розкривається але за попередньою інформацією Перссон став найдорожчим гравцем в історії «М'єльбю». Але одразу після підписання контракту футболіст повернувся до свого шведського клубу на правах оренди до травня 2023 року.

### Збірна
У січні 2023 року у товариському матчі проти команди Фінляндії Ноа Перссон дебютував у складі національної збірної Швеції.